# Recast
Recast (en coréen : 대한민국, prononcer Likaeseuteu), typographié ReCast, est un manhwa de Seung-Hui Kye en six tomes publiés en Corée du Sud aux éditions Daewon C.I. et en français aux éditions Tokebi.

## Histoire
Le personnage principal est JD qui n'est pas un enfant ordinaire. C'est un « Recast », ce qui signifie qu'il a été créé à partir de la force vitale de quelqu'un, et dans ce cas cette personne est son « Grandpa ». Avant que son Grandpa Grifford n'utilise une grande part de sa force vitale, c'était un magicien immortel, beau et puissant. JD a une arme qu'il peut transformer en n'importe quoi selon son imagination. Tout au long de la série, il est poursuivi par des chasseurs de primes.

## Liste des volumes
| no | Coréen           | Coréen        | Français        | Français          |
| no | Date de sortie   | ISBN          | Date de sortie  | ISBN              |
| -- | ---------------- | ------------- | --------------- | ----------------- |
| 1  | 15 novembre 2003 | 8-952-86753-X | 22 février 2006 | 978-2-7507-0267-0 |
| 2  | 15 novembre 2003 | 8-952-86754-8 | 22 février 2006 | 978-2-7507-0268-7 |
| 3  | 23 décembre 2003 | 8-952-86915-X | 25 avril 2006   | 978-2-7507-0289-2 |
| 4  | 1er avril 2004   | 8-952-87357-2 | 20 juin 2006    | 978-2-7507-0309-7 |
| 5  | 16 juillet 2004  | 8-952-87922-8 | 22 août 2006    | 978-2-7507-0333-2 |
| 6  | 15 novembre 2004 | 8-952-88552-X | 18 octobre 2006 | 978-2-7507-0350-9 |